# Блум, Майкл Огаст
Майкл Огаст Блум (англ. Michael August Blume; род. 30 мая 1946, Саут-Бенд, США) — американский прелат и ватиканский дипломат, вербист. Заместитель секретаря Папского Совета по пастырскому попечению о мигрантах и странствующих с 6 апреля 2000 по 24 августа 2005. Титулярный архиепископ Алексанума с 24 августа 2005. Апостольский нунций в Бенине и Того с 24 августа 2005 по 2 февраля 2013. Апостольский нунций в Уганде с 2 февраля 2013 по 4 июля 2018. Апостольский нунций в Венгрии с 4 июля 2018 по 31 декабря 2021.